# Edin Terzić (narciarz alpejski)
Edin Terzić (ur. 25 kwietnia 1969) – bośniacki narciarz alpejski, uczestnik igrzysk olimpijskich jako reprezentant Jugosławii.
Członek kadry Jugosławii podczas Zimowych Igrzysk Olimpijskich 1992 w Albertville. Z czasem 1:24,70 zajął 69. miejsce w supergigancie (zawody ukończyło 93 narciarzy). Wystąpił także w kombinacji, której nie ukończył (nie dojechał do mety pierwszego przejazdu w slalomie).
W sezonie 1994/1995 reprezentował Bośnię i Hercegowinę w zawodach rangi FIS.